# VR Bank Alzey-Land-Schwabenheim
Die VR Bank Alzey-Land-Schwabenheim eG war eine Genossenschaftsbank mit Sitz in der rheinland-pfälzischen Gemeinde Schwabenheim an der Selz im Landkreis Mainz-Bingen.

## Geschichte
Die VR Bank Alzey-Land-Schwabenheim eG wurde am 3. März 1891 als Spar- und Darlehnskasse in Schwabenheim an der Selz gegründet und entstand im Jahr 2016 durch die Fusion der Raiffeisenbank Alzey-Land eG mit dem Sitz in Bornheim mit der Raiffeisen-Volksbank eG Schwabenheim mit dem Sitz in Schwabenheim an der Selz. Die Raiffeisenbank Alzey-Land eG entstand im Jahr 1978 durch die Fusion der Raiffeisenkasse Bornheim-Lonsheim eG. mit dem Sitz in Bornheim mit der Raiffeisenbank Spiesheim-Ensheim eG mit dem Sitz in Spiesheim.
Zuvor fand bereits im Jahr 1965 die Fusion der Bäuerlichen Geld- und Warengenossenschaft eGmbH Heimersheim mit dem Sitz in Heimersheim mit der Spar- und Darlehnskasse eGmbH Bornheim statt. Die Spar- und Darlehnskasse eGmbH Bornheim fusionierte anschließend im Jahr 1966 mit der Raiffeisenkasse eGmbH Lonsheim mit dem Sitz in Lonsheim zur Raiffeisenkasse Bornheim-Lonsheim eGmbH und im Jahr 1977 als Raiffeisenkasse Bornheim-Lonsheim eG mit der Raiffeisenbank Flomborn –  Ober-Flörsheim eG mit dem Sitz in Flomborn.
Im Jahr 2024 fusionierte die VR Bank Alzey-Land-Schwabenheim eG mit der Genobank Mainz eG zur Raiffeisenbank in Rheinhessen eG.

## Rechtsverhältnisse
Die VR Bank Alzey-Land-Schwabenheim eG war Genossenschaftsregister beim Amtsgericht Mainz unter GnR 30251 eingetragen.

## Organisationsstruktur
Rechtsgrundlagen waren das Genossenschaftsgesetz und die durch die Generalversammlung beschlossene Satzung. Organe der Bank waren der Vorstand, der Aufsichtsrat und die Generalversammlung.

## Sicherungseinrichtung
Die VR Bank Alzey-Land-Schwabenheim eG war der amtlich anerkannten Sicherungseinrichtung des Bundesverbandes der Deutschen Volksbanken und Raiffeisenbanken GmbH und der zusätzlichen freiwilligen Sicherungseinrichtung des Bundesverbandes der Deutschen Volksbanken und Raiffeisenbanken e.V. angeschlossen.

## Geschäftsausrichtung
Die VR Bank Alzey-Land-Schwabenheim eG betrieb das Universalbankgeschäft. Im Verbundgeschäft arbeitete sie mit der DZ Bank, R+V Versicherung, Bausparkasse Schwäbisch Hall, Teambank, VR Leasing,  DZ Hyp und der Union Investment zusammen.

## Geschäftsgebiet
Das Geschäftsgebiet lag im Mitte des Landkreises Mainz-Bingen sowie im Norden des Landkreises Alzey-Worms.
An diesen Orten betrieb die Bank Filialen:
- Schwabenheim an der Selz (Hauptstelle, jur. Sitz)
- Bornheim (Geschäftsstelle)
- Spiesheim (SB-Geschäftsstelle)